# 科隆啤酒

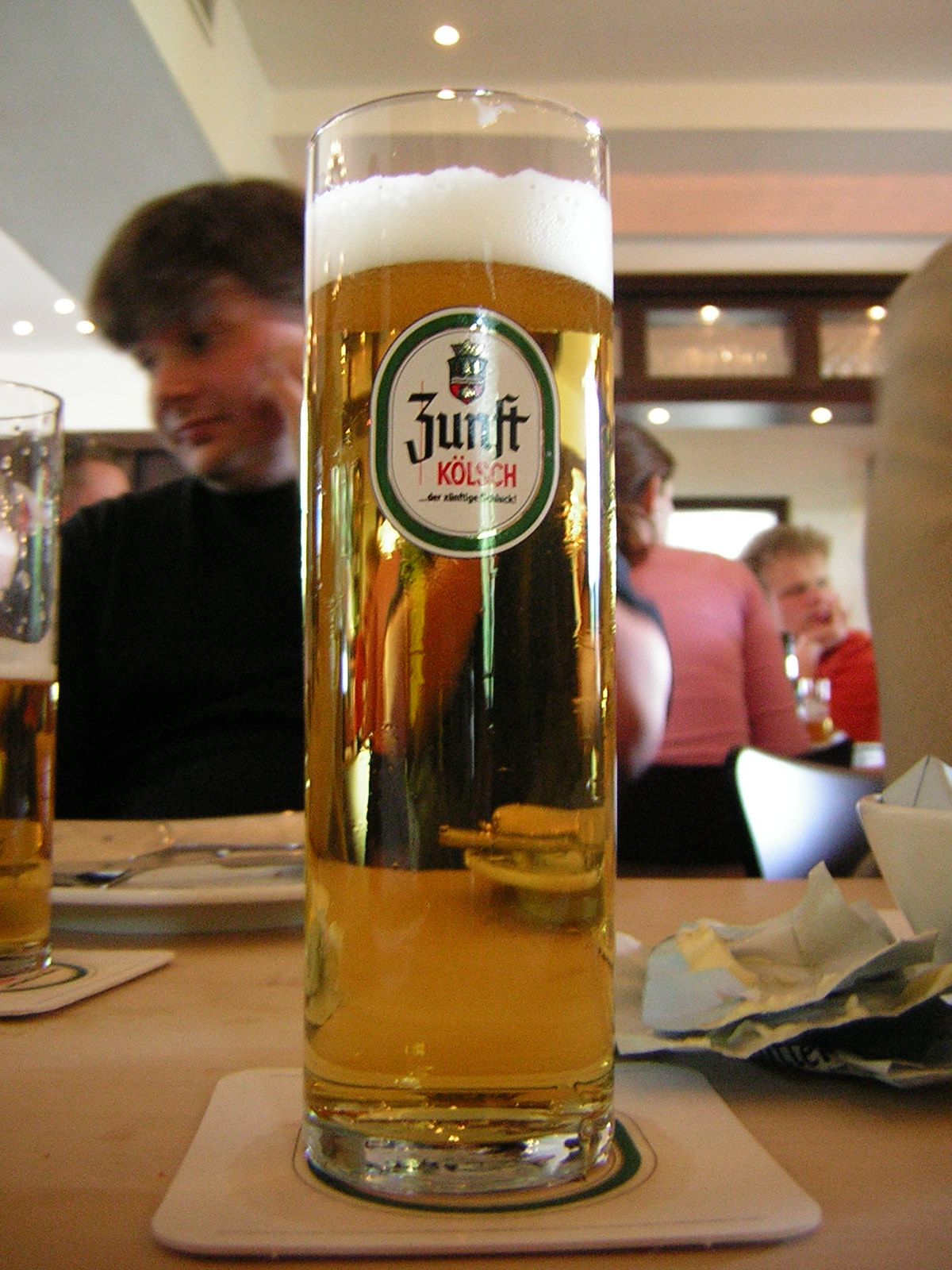
装在传统玻璃杯的克隆啤酒

Kölsch（德语发音： [kœlʃ]）是一种起源于德国科隆啤酒。它的原始重力柏拉图11 到 14（比重为 1.044 到 1.056）。在外观上，它明亮清晰，带有稻草黄色调。
自 1997 年以来，“Kölsch”一词在欧盟内获得了受保护的地理标志(PGI) ，表示在科隆市 50 公里（30 英里）范围内生产并根据Kölsch Konvention酿造的啤酒科隆啤酒协会 (Kölner Brauerei-Verband) 的成员。Kölsch 是德国最严格定义的啤酒风格之一：根据 Konvention，它是一种淡色、高度衰减、酒花味、明亮（即过滤而不是浑浊）的顶级发酵啤酒，必须按照Reinheitsgebot酿造。
Kölsch 是用顶级发酵酵母进行温发酵，然后像啤酒一样在低温下发酵。 这种酿造过程与杜塞尔多夫的altbier 类似。